# Sălcuța (gmina Calopăr)
Sălcuța – wieś w Rumunii, w okręgu Dolj, w gminie Calopăr. W 2011 roku liczyła 1046 mieszkańców.